# Volební systém

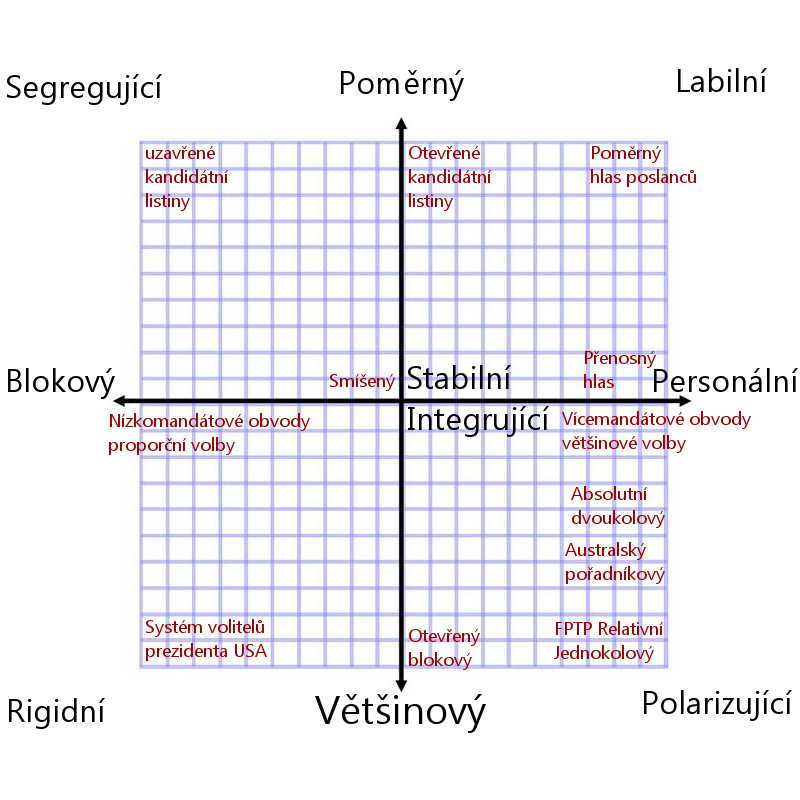
Graf volebních systémů

Volební systém je v užším smyslu konkrétní způsob, jakým se ve volbách určuje obsazení jednotlivých funkcí, jež jsou voleny, na základě hlasů voličů. Zahrnuje jednak samotný způsob, jakým volič volí (smí volit), jednak způsob přidělování volených funkcí kandidátům na základě voliči přidělených hlasů.
Dnešní systémy se liší jak tím, zda jsou založeny na blokovém hlasování pro kandidátní listinu či individuálním hlasování pro jednotlivé kandidáty, tak dělením na tradiční většinové (majoritní) a novější systémy poměrné (proporční). Současně jsou rozšířeny jak systémy smíšené a semiproporční tak různou mírou systémy personalizované.
Případné nedostatky jednotlivých systémů se často ukazují po volbách (např. „nemožnost“ sestavit koalici), ale i před nimi (volební boj mezi „nepřáteli“). Často věc komplikují i protichůdné požadavky systémů (např. rozpor mezi volebním systémem a systémem zastoupení).

## Charakteristika systémů
V širším smyslu volební systémy zahrnují veškeré faktory regulující akt voleb. Dělí se na tři skupiny zájmu.
1. Volební proces
2. Zásady volebního práva
3. Volební procedura

V užším smyslu volební systémy označují způsob uskutečnění voleb a stanovení jejich výsledků, tj. rozdělení mandátů.

### Volební proces
Časová organizace procesu voleb, zákonné instituce spravující konání voleb. Volební proces se dělí na čtyři části:
```
1. etapa z hlediska voličů (vyhlášení voleb)
2. etapa z hlediska kandidátů (registrace kandidátů, financování kampaní, hlasování)
3. etapa z hlediska organizátorů voleb (seznamy voličů, časový harmonogram voleb, ustanovení volebních komisí)
4. etapa z hlediska stanovení výsledků voleb (spočítání počtu hlasů a přepočet na zisk mandátů).
[
1
]
```

### Volební právo
Volební právo je stanoveno zákonem. Jedná se o soubor norem a zásad regulujících volební proces. Dělí se na objektivní (organizační pravidla) a subjektivní (politické a právní principy voleb). Občanské volební právo lze dělit také do dvou kategorií, a to aktivní volební právo (právo volit) a pasivní volební právo (právo být volen).

### Volební procedura
Označuje užší chápání volebního systému, tedy způsob uskutečňování voleb a přepočet hlasů na mandáty. V tomto užším chápání je nutné upřesnit volební systém. Vlastností volebního systému se rozumí účinek systému, technologií systému se rozumí jeho konstrukce.
Na tomto základě můžeme rozlišit tři základní typy volebních systémů, a to většinový, proporční a smíšený. Dále:
- Většinový volební systém

1. systém relativní většiny
2. systém absolutní většiny (dvoukolový systém x alternativní hlasování)

- Poměrný volební systém

1. systém kandidátních listin
2. systém jednoho přenosného hlasu

- Smíšený volební systém

1. systém závislé kombinace (vyrovnávací x podmíněný x supersmíšený)
2. systém nezávislé kombinace (koexistenční x navrstvující x fúzní)

## Většinové volební systémy
V rámci volebního obvodu získává vítěz (strana nebo kandidát) všechny mandáty, které jsou obvodu přiděleny – v drtivé většině jde o jednomandátový volební obvod. Nejčastěji je tento systém využíván pro volby do jednohlavých orgánů (prezident, starosta), méně často poté pro volby do parlamentů. Tento systém je starší než proporční systém a je typický zejména pro anglosaské země.

### Systém relativní většiny
Je nejjednodušším systémem. Soutěž se koná v jednomandátových obvodech, vítězem je kandidát (nebo strana) s nejvíce hlasy. Typicky první kandidát vyhrává se ziskem 30–40 % hlasů, výjimečně již s 20 až 30 % hlasů (závisí na počtu kandidujících subjektů). Celkově vítězí strana s více získanými obvody než další strany. Může se tedy stát, že na mandáty zvítězí strana s méně získanými hlasy. Například ve Spojeném království v parlamentních volbách roku 1929, roku 1951 či v únoru 1974. Tento systém je spojen s jednokolovými volbami. Užívají ho USA, Spojené království a některé země Latinské Ameriky.

### Systém absolutní většiny
Pro zisk obvodu (mandátů) je nutný zisk absolutní většiny hlasů (tedy 50 % + 1 hlas). Nejčastěji se jedná o jednomandátové obvody. Typicky se jedná o dvoukolovou volbu (případně i vícekolovou), kdy do druhého kola postupují dva kandidáti s nejvíce hlasy (tzv. uzavřené druhé kolo). Ovšem existují i systémy, kde do druhého kola postupuje i více kandidátů, dle stanovených pravidel, například ve Francii postupují všichni kandidáti se ziskem nad 12,5 % hlasů. Tento typ systému je často používán pro prezidentské volby.

### Systém alternativního hlasování
Systém je založen na jednomandátových obvodech, kde volič uděluje preference různým kandidátům (může udělit tolik preferencí kolik je kandidátů, ale může i méně, avšak minimálně tři). V obvodu zvítězí ten kandidát, který má absolutní většinu preferencí. Pokud ji nikdo nezíská, je následně vyškrtnut nejslabší kandidát a jeho preference jsou rozděleny mezi kandidáty, kteří byli označeni následnými preferencemi voličů vyškrtnutého kandidáta. Tento proces se opakuje, dokud není určen vítěz. Systém alternativního hlasování absolutně neodráží proporcionalitu a ve svých důsledcích je podobný systému s prostou většinou. Tento systém umožňuje svobodný výběr nejpreferovanějšího kandidáta beze strachu o vyhození hlasu (není nutné volit druhého kandidáta, aby nebyl zvolen kandidát třetí). Jedná se o velmi specifickou a zřídka používanou formu. Také se mu říká australský volební systém (používá se pouze pro volby do dolní komory parlamentu Austrálie, v Nauru, při volbě prezidenta Irska a v USA (Aljaška a Maine).

### Blokové hlasování
V systému většinového blokového hlasování volič nehlasuje pro jednotlivé kandidáty ale celou kandidátní listinu. Strana s největším počtem nebo většinou hlasů obsazuje všechny mandáty ve volebním okrsku. Viz: Blokové hlasování

## Poměrné volební systémy
Systém, který stranám rozděluje mandáty v poměru k počtu hlasů získaných od voličů. V poměrném systému se setkáváme jen výjimečně s jednomandátovými volebními obvody, téměř vždy jsou vícemandátové. Základním cílem je rovnováha mezi získanými hlasy a mandáty, v praxi je to však nemožné, kvůli zkreslení při přepočtech. Pro přepočet ve vícemandátových obvodech s proporčním systémem není možné prosté sečtení zisku obvodů jako u většinových systémů a proto se používá různých matematických formulí a kvót. Proporční systémy jsou relativně mladé a teoreticky se formovaly ve Francii a Spojeném království v polovině 19. století.

### Systém kandidátních listin
Jedná se o nejrozšířenější volební systém. Nekandidují kandidáti, ale politické strany skrze kandidátní listiny tvořené vedením stran. Následně se dělí na otevřené (pružné) a uzavřené (pevné) kandidátní listiny, dle možnosti voličů upravovat pořadí kandidátů v listinách.

### Systém jednoho přenosného hlasu
Tento typ nepoužívá kandidátní listiny. Volby se konají ve vícemandátových obvodech, kde kandidují jednotlivě kandidáti. Volič má jeden hlas, ale může udělovat preference (tolik, kolik je mandátů v obvodu) bez ohledu na stranickou příslušnost kandidátů. Aby byl jeho hlas platný, musí udělit alespoň jednu preferenci. Mandáty se následně získávají přepočtem dle tzv. Droopovy volební kvóty, kdy se nadbytek preferencí, který vítězný kandidát již nepotřebuje, přepočte dle preferencí dalším kandidátům. Tento systém umožňuje volit jednotlivé kandidáty v rámci proporčního systému. Používá se jen v Irsku, na Maltě a pro horní komoru v Austrálii.

## Smíšené volební systémy
Smíšený volební systém obsazuje část mandátů na základě většinového volebního systému, část na základě poměrného volebního systému. Obecně není dáno, jaký je poměr mezi rozdělením poměru, ale panuje shoda na minimálně 5 % odlišně volených mandátů. Volič klasicky disponuje dvěma hlasy, do každé složky. Existují spory, zda může kandidát kandidovat zároveň v části volené většinově i proporčně. K rozšíření těchto systémů došlo v devadesátých letech 20. století. Může by poměrný či polopoměrný podle Gallagherůvho indexu. Poměrný smíšený volební systém funguje v Německu, a to od roku 1949.

### Systém závislé kombinace
Složky jsou na sobě závislé a jejich úkolem je se vyvažovat či rekompenzovat. Vyrovnávací systém má za cíl, aby jeho proporční složka rekompenzovala ztráty utrpěné ve většinové části. Funguje v Německu, na Novém Zélandu či ve Skotsku a Walesu. Podmíněný systém funguje jako vyrovnávací, ale je použit jen v případě nutnosti. Dnes není v praxi nikde využit. Supersmíšený systém je specifickou formou spojující více než jeden způsob kombinace. Je velmi složitý a málo využíván. Vyskytuje se v Maďarsku, Ekvádoru, Kamerunu a Čadu.

### Systém nezávislé kombinace
Složky jsou na sobě nezávislé. Koexistenční systém je nejjednodušším smíšeným systém. Stát je rozdělen na dvě části, v jedné se volí většinově a v druhé poměrně. Je velmi vzácný (například volby do horní komory parlamentu Francie). Navrstvující systém je nejrozšířenějším smíšeným systémem. Existují dva typy voleb a dva typy volebních systémů, kdy má volič dva hlasy. Fúzní systém kombinuje dva typy systémů, ne však na celostátní úrovni, ale uvnitř každého obvodu. Je velmi vzácný a je používán jen v komunálních volbách ve Francii, a to jen ve větších městech.

## Další atributy volebních systémů

### Metody přerozdělování mandátů
- Volební dělitel[1]

1. D'Hondtova metoda
2. Imperialiho kvóta
3. Sainte-Laguëova metoda

- Volební kvóta[1]

1. Hareova kvóta
2. Hagenbach-Bischoffova kvóta
3. Droopova kvóta
4. Imperialiho kvóta

### Jednokolové a dvoukolové volební systémy
Volební systém může být jednokolový nebo dvoukolový (ale i vícekolový).

#### Jednokolové volební systémy
Jednomandátový volební obvod
- kandiduje větší počet kandidátů za různé strany či nezávislí
- volba probíhá pouze v jednom kole
- vítězí kandidát, který dosáhl nejvyššího počtu hlasů ze všech (ne nutně nadpoloviční počet)

Vícemandátový volební obvod
- velmi zvýhodňuje první nejsilnější stranu, naopak silně znevýhodňuje III. nejsilnější stranu
- umožňuje, aby strana, která nemá absolutní většinu hlasů, obdržela většinu křesel v parlamentu

#### Dvoukolové volební systémy
Na rozdíl od jednokolového většinového systému probíhá volba ve dvou kolech.
První kolo
stejné jako jednokolový VS – jednomandátový obvod, v něm větší počet kandidátů, pro získání mandátu je nutný nadpoloviční počet hlasů, pokud jej nikdo nedosáhne následuje druhé kolo.
Druhé kolo
různé modely:
- do 2. kola postoupí 2 nejlepší kandidáti - vítězí ten, kdo dosáhne většiny.
- postupují všichni kandidáti, kteří dosáhli určitý stanovený počet hlasů (minimálně 2 kandidáti)
  - tento systém není striktně většinový

#### Strategie voličů a stran
Strategie voličů
- jednokolový – tlačí voliče ke strategickému hlasování (aby jeho hlas nepropadl)
- dvoukolový – strategické chování až ve 2. kole – při prvním kole volič výrazněji volí podle své osobní preference, ve 2. kole pak nejpřijatelnějšího ze dvou finálních kandidátů či "menší zlo"

Strategie politických stran
- před 2. kolem je nutné vyjednávat
- trestá antisystémové strany (často „všichni vs. extrémistická strana“)
- vede ke zklidňování politiky, trestá ideologickou politiku, odměňuje pragmatismus